# Stayton
Stayton é uma cidade localizada no estado norte-americano de Oregon, no Condado de Marion.

## Demografia
Segundo o censo norte-americano de 2000, a sua população era de 6816 habitantes.
Em 2006, foi estimada uma população de 7314, um aumento de 498 (7.3%).

## Geografia
De acordo com o United States Census Bureau tem uma área de
7,1 km², dos quais 7,0 km² cobertos por terra e 0,1 km² cobertos por água. Stayton localiza-se a aproximadamente 168 m acima do nível do mar.

## Localidades na vizinhança
O diagrama seguinte representa as localidades num raio de 16 km ao redor de Stayton.